# Dušan Breznik
Dušan Breznik, slovenski pravnik in demograf, * 25. junij 1920, Kog, Kraljevina SHS, † 20. september 2002, Beograd, Zvezna republika Jugoslavija.

## Življenje in delo
Doktoriral je 1947 na ljubljanski Pravni fakulteti. Leta 1953 se je zaposlil v demografskem oddelku Zveznega zavoda za statistiko v Beogradu, kjer se je ukvarjal z vprašanji demografske statistike in analize. Od 1963 je delal v Centru za demografske raziskave Inštituta družbenih ved v Beogradu in bil predavatelj demografije in statistike na beograjski univerzi. Breznik je sodil med vodilne jugoslovanske demografe. Bil je član vrste jugoslovanskih in tujih strokovnih organizacij s področja demografije ter od 1967 glavni in odgovorni urednik revije Stanovništvo. Napisal je več knjig, učbenikov in  člankov objavljenih doma in v tujini.